# Globisinum drewi
Globisinum drewi is een slakkensoort uit de familie van de Naticidae. De wetenschappelijke naam van de soort is voor het eerst geldig gepubliceerd in 1899 door Murdoch.